# Sibirien
 For alternative betydninger, se Sibirien (flertydig). (Se også artikler, som begynder med Sibirien)
 Der er for få eller ingen kildehenvisninger i denne artikel, hvilket er et problem. Du kan hjælpe ved at angive troværdige kilder til de påstande, som fremføres i artiklen.

Sibirien (russisk: Сиби́рь, tr. Sibír) består af hele det nordlige Asien, øst for Uralbjergene indtil Stillehavet og fra Ishavet i nord til bakkerne i det nordligt-centrale Kasakhstan og grænserne til Mongoliet og Kina i syd. Sibirien udgør omtrent 75 % af Ruslands areal. En lille del af det sydvestlige Sibirien tilhører det nordlige Kasakhstan.
I russisk sprogbrug regner man ikke det fjerne østen (Да́льний Восто́к, Dálnij Vostók) for en del af Sibirien. Traditionelt er russisk fjernøsten de østligste ca. 500 km mod Stillehavskysten.
Siden indførelsen af russiske føderale distrikter i 2000 har Sibirien været delt i det Sibiriske føderale distrikt og det Fjernøstlige føderale distrikt. Grænsen går fra 2018 ved Bajkalsøen. Derfor kan indlandet mellem Bajkal og bjergene som udgør vandskellet mellem Ishavet og Stillehavet både blive opfattet som en del af Sibirien (geografisk) og Russisk Fjernøsten (administrativt).

## Geografi
Sibirien omfatter hele det nordlige Asien og afgrænses mod vest af det Europæiske Rusland med Uralbjergkæden som grænse, mod nord af Ishavet, mod øst af Beringshavet, Det Okhotske Hav og Det Japanske Hav og mod syd af halvøen Korea, Kina og russisk Centralasien.
Sibirien omfatter et areal på i alt hen ved 12,5 mio. km². Kysten er 30.000 km lang, hvoraf omtrent halvdelen udgøres af Ishavskysten, der er isdækket den største del af året og kun isfri et par måneder. En stor vanskelighed for sejladsen på ishavskysten er den vanskelige adgang; det smalle farvand mellem Novaja Zemlja og Rusland kan på alle årstider spærres af drivis, så Ishavet i nogle år bliver fuldstændig usejlbart. Beringshavet er i reglen isdækket i 6 måneder. Det Okhotske Hav ligger på samme breddegrad som Nordsøen. De nordligste områder er islagt 7 måneder. Nogle af Det Japanske Havs kyster er ikke isfri og fryser ca. 2 måneder, mens andre som f.eks. Nakhodka og Vanino er isfri året rundt.
I 1908 blev Sibirien ramt af et objekt fra rummet (formentlig en komet eller et meteor), der forårsagede en større eksplosion også kendt som Tunguska-eksplosionen.

### Terræn og jordbundsforhold
Hele det vestlige Sibirien indtil omtrent 90° østlig længdegrad er et vidtstrakt lavland, der forholdsvist sent blev dækket af havet. Landet er en næsten vandret slette. Jordbunden består af stenfrit ler eller sand, mod syd dækket af løss, ved foden af den nordlige del af Uralbjergene af moræne. Det østlige Sibirien er gennemgående højland. Mellem 90° og 110° østlig længdegrad findes de største højder ved sydgrænsen af Sibirien. Landet er her opfyldt af de mægtige bjergsystemer Altaj, Sajanbjergene, Kentei-bjergene, hvorfra terrænet skråner mod syd, ned mod Mongoliets højsletter og mod nord ned mod Ishavet. De højeste punkter er Munku Sardyk (3491 m) i Sajanbjergene og Belukha (4509 m) i Altaj. Længere øst på bøjer højlandets akse under navnene Jablonojbjergene og Stanovojbjergene mod nordøst og fortsætter op til Beringstrædet, med forgreninger til begge sider, med blandt andet Verkhojanskij bjergkæden og vulkanerne på Kamtjatka-halvøen hvor Kljutjevskaja Sopka med 5180 m er den højeste.
Bjerggrunden i Sibirien har været underkastet foldning, dels i devontiden, dels i karbonperioden. Senere er de derved dannede bjergkæder eroderede. De nuværende terrænforhold skyldes forskydninger langs brudlinjer og det rindende vands erosion. Kun Kamtjatka har deltaget i tertiærtidens bjergkædefoldning sammen med de japanske og indiske øer.
Sibirien er rig på store floder: mod nord løber Ob, Jenisej, Katanga, Lena, Jana, Indigirka, Kolyma og flere andre. Mod øst løber Anadyr og Amur. I sommermånederne besejles de store floder af mange skibe og er af stor betydning for den indenlandske trafik. Moderne kanalanlæg har forbundet flere floder indbyrdes og skaber derved en sammenhængende vandvej fra grænsen af det Europæisk Rusland til Bajkalsøen. Et kort stykke er vandvejen afbrudt, fra Amur fortsætter den videre til Stillehavet. Da de have, hvori floderne udmunder, enten slet ikke er tilgængelige for regelmæssig sejlads eller kun en kort del af året, har floderne ingen betydning for handelen med udlandet, og ved flodmundingerne findes ingen betydelige handelsbyer.
Den største sø i Sibirien er Bajkalsøen, der ligger i højlandet, nær sydgrænsen.

### Klima
Klimaet er bestemt af den geografiske bredde og de herskende vinde. Om vinteren afkøles fastlandet stærkt, der danner sig højt lufttryk, hvorfra luften strømmer ud til alle sider. Centrum for det høje lufttryk ligger over Østsibirien. Om sommeren opvarmes fastlandet, lavt lufttryk hersker, vinden strømmer ind fra havet og medfører rigelig fugtighed. I Østsibirien er vinteren karakteristisk ved streng kulde, mangel på sne, klar himmel og svag vind. Foråret kommer ret pludseligt, og varmen stiger stærkt, men sommeren varer kun kort.
Eksempler på middeltemperaturer: Werchojansk: januar ÷ 45,6°; juli 16,5°; Irkutsk: januar ÷ 17,9°; juli 18,4°. Årets middeltemperatur er under eller nær 0°, og jorden er stedse frossen i større dybde (permafrost), men i den korte, hede sommer tør den op tilstrækkelig dybt til, at skoven kan trives; Syd for 60° n. br. modnes kornet godt. På Sibiriens østkyst giver vinterens landvinde streng kulde, mens søvinden giver en råkold sommer. Ochotsk: januar ÷ 20,7°; juli 13,3°. På nordkysten giver søvinden fra Ishavet en endnu koldere sommer. Jorden tør her kun op i få cm’s dybde, hvorfor al flad jord forsumper. Sagastyr (ved floden Lena; 1883): februar ÷ 42,0°, juli 4,9°. Vestsibirien har en langt mindre streng vinter end Østsibirien. Der hersker om vinteren overvejende sydvestlige vinde, der bringer en del sne. Om foråret raser ofte omfattende snestorme. Nedbøren er i hele Sibirien ringe, ved ishavskysten mindre end 20 cm årlig, i Vestsibirien ca. 35 cm. Overalt falder den største del af nedbøren om sommeren og bliver derved, trods sin ringe mængde, tilstrækkelig for plantevæksten.

## Plante- og dyreverden
Ved ishavskysten er sommeren for kold for skovvækst, og vegetationen har derfor et arktisk præg. Over de flade strækninger breder sig endeløse moser (tundraer), kun på bakkede steder findes hede med mange smukke blomster. Ved kysten lever sæler, isbjørne og talrige søfugle, i tundraerne de almindelige polardyr: rensdyr, lemming, snehare, polarræv, rype med flere. Man skal imidlertid ikke fjerne sig langt fra kysten, inden den stigende sommervarme sætter sit præg på vegetationen. Snart begynder skove af lærk på den om sommeren kun i få cm’s dybde optøede jord. Længere mod syd kommer birken til, der efter gran, fyr og ædelgran. Den største del af Sibirien er en uhyre nåleskov, dog afbrudt af udstrakte eng- og mosedrag. Ved østkysten og på Kamtjatka består skoven på grund af den kølige sommer af andre træarter end i det indre. Mod sydvest frembringer den hede sommer en overgang til steppevegetation (Kirgisersteppe). De sibiriske skove, hvor der sydligst vokser ahorn og slyngplanter, har en rig dyreverden af væsentlig de samme arter som Nordeuropas. Her lever elge, rådyr, ulve, bjørne, zobel, egern, flyveegern med flere. Ved Amur har den sibiriske tiger sit levested.

## Befolkning
Sibiriens befolkning undergik i sovjettiden ikke ubetydelige forskydninger.
Langt den overvejende del af befolkningen består af russere, såvel efterkommere af forviste som frivillige indvandrere, til dels stærkt blandet med de oprindelige indbyggere. Indvandringen fra Rusland har været vedvarende og folketallet derfor i stærk stigen. Den oprindelige befolkning talte tilsammen næppe mere end 3—400.000 individer i mellemkrigstiden og formindskedes stadig ved sammensmeltning med russerne og andre europæiske indvandrere. Blandt de vigtigste stammer kan nævnes selkuper og samojederne ved Ob, sibiriske tatarer i Vestsibirien, burjater og sojoter ved Mongoliets grænse, tunguserne i et bredt bælte fra Jenisej til Manchuriet, de tyrkiske jakuter ved Lena, jukagirer, tjuktjer, korjæker og kamtjadaler mod nordøst.
De indfødte stammer udviser højst uensartet levevis. Langs ishavskysten ernærer de sig som fiskere eller rensdyrnomader, i skovbæltet mest ved jagt, jakuterne er kvægavlere, og ligeledes i bjergegnene mod syd er kvægavl en vigtig næringsvej. En del af den oprindelige befolkning er bosat i byer og arbejder med moderne industri, men hovedparten af byboerne og industriarbejderne er indvandrede europæere. Shamanisme er den mest udbredte religion, mange er dog, i det mindste af navn, kristne, tatarerne er muslimer. Russerne bor væsentlig i den, til agerbrug og bjergværksdrift velegnede, sydlige del af landet.
Oplysningen var tidligere meget ringe. Byerne var små, men efter, at den sibiriske jernbane var blevet færdig, voksede mange byer med rivende hast. De største er Omsk, Irkutsk, Tomsk og Vladivostok, Krasnojarsk og Novonikolajevsk.

## Økonomi og råstoffer
Agerbrug beskæftigede tidligere hovedmassen af befolkningen. Nordgrænsen for kornavl falder i størstedelen af landet omtrent ved 62° n. br.; lønnende er den dog først syd for ca. 58° n. br. Ved østkysten forårsager dog de kølige somre, at kornavlens nordgrænse går ned til 47° n. br. Selv om således kun en tredjedel af landet har den til kornavl tilstrækkelige sommervarme,[kilde mangler] var der dog her for lange tider plads til afledning af udvandrerstrømmen fra det europæiske Rusland. Der dyrkes rug, hvede, havre, byg, boghvede og tobak. Der holdes betydelige mængder af hornkvæg, heste, får og svin. I begyndelsen af det 20. århundrede gjorde smørproduktionen i Vestsibirien store fremskridt, især ved de af danske firmaer anlagte mejerier, der dog atter bukkede under ved revolutionen.
De uhyre skovstrækninger havde på grund af umuligheden af tømmertransport ad søvejen tidligere kun betydning for det lokale Forbrug af træ. Skovhugst er blevet drevet på den mest uforsvarlige måde selv i de skovfattige egne ved steppegrænsen mod sydvest.
Jagten er i stadig tilbagegang på grund af vildtbestandens aftagen. I Vestsibirien er den for længst af ringe betydning, i Østsibiriens nordlige, næsten mennesketomme egne spillede den endnu længe en stor rolle som indtægtskilde for befolkningen. Der nedlægges navnlig ræve og egern. Sobeljagten forsvandt næsten helt, men spillede endnu i mellemkrigstiden en rolle på Kamtjatka. De fleste skind udførtes til Kina.
Fiskeriet er vigtigt især af torsk og laks.
Sibirien er uhyre rigt på mineralske værdier. Guld findes næsten over alt i det østlige bjergland. Som de vigtigste gulddistrikter kan nævnes Altaj, Nertjinsk i Transbajkalien, Vittimsk og Olekminsk ved Lena, Minusinsk, Kansk og Nizhneudinsk i Jenissejsk guvernement. Guldet er de fleste steder udvundet ved vaskning. Sølv, bly og kobber findes i Altai og Transbajkalien, platin i Transbajkalien og Tomsk, jern mange steder, kul i Tomsk og på Sakhalin, grafit forekommer ved Turuchansk ved Jenisej samt i Irkutsk guvernement. Bjergværksdriften har været en katastrofe for landet:[kilde mangler] værdierne er blevet udvundet og bortødslet i uanede mængder, og de ansvarsløse fremgangsmåder i sovjettiden har påført landet omfattende miljøskader.
Egentlig forædlingsindustri var tidligere overordentlig ringe. De vigtigste industrigrene var brændevinsbrænderi, mølleindustri, garveri, talgsmelteri. Handelen var tidligere ikke betydelig og hæmmedes ved manglen på veje og jernbaner. De vigtigste handelsveje var floderne. Et stort opsving i handelen indtrådte først med anlægget af den sibiriske jernbane, der satte landets bedste egne i forbindelse med Europa og Østasien. Langs banen oplevede byerne en rask opblomstring. Handelen med Kina, der tidligere gik ad karavanevejen fra Kiachta til Peking, tog nu vejen over Vladivostok, og Kiachta, der før var en ret anselig by, gik stærkt tilbage. Under krigen med Japan i 1904 blev den gamle karavanehandel midlertidig genoptaget.

## Historie
Sibirien har navn efter byen Sibir ved floden Irtysj. Det russiske riges udvidelse over Uralbjergene i det 16. århundrede førte til mange sammenstød med de asiatiske stammer, navnlig med tatarerne. Da lod købmandsfamilien Stroganov, der førte et slags vasalherredømme i egnene ved Perm, udgå opfordring til Volga-kosakkerne om at opgive deres urolige liv ved Volga og indlægge sig berømmelse ved erobringen af Sibirien. Kosakkerne efterkom opfordringen, og i 1579 ankom kosakhøvdingen Jermak Timofejev til Perm med omtrent 500 kosakker. Han slog tatarerne og organiserede af kristne, løskøbte slaver et korps, med hvilket han 1581 overskred Ural. Han sejrede først over tatarerne, dernæst over ostjakerne og nåede frem til Irtysj, hvor efter de omboende folk underkastede sig uden kamp. Den russiske kejser udnævnte derpå Jermak, der forhen var erklæret fredløs for fribytteri, til ataman. Efter Jermak’s død trængte russerne skridt for skridt videre mod øst og havde i løbet af 60 år underkastet sig hele Sibirien lige til Stillehavet. Allerede i 1590 grundlagdes Tobolsk, i 1609 Tomsk, i 1618 Jenissejsk, i 1626 Krasnojarsk. I 1627 kom russerne til Angara, i 1628 til Lena. I 1632 anlagdes Jakutsk, i 1633 nåedes Kamtjatka. I 1652 anlagdes Irkutsk, i 1699 var Kamtjatka helt erobret. I 1708 indrettedes et sibirisk guvernement med Tobolsk som hovedstad, i 1719 udskiltes Østsibirien som Provinsen Irkutsk. Under Taiping-oprøret i Kina benyttede russerne sig af lejligheden til at udvide deres herredømme over Amur-provinsen, idet kolonister og soldater skyndsomst fordeltes i hurtig anlagte småfæstninger langs Amurs nordlige bred. Ved denne lejlighed grundlagdes havnestaden Nikolajevsk. Kinas vanskelige indre forhold nødsagede det til ved traktaterne i Aigun fra 1858 og Peking fra 1860 at anerkende russernes erobring og afstå den nordlige og østlige del af Manchuriet indtil Koreas grænse. I 1875 erhvervede russerne Sakhalin ved en traktat med Japan. Under Bokseroprøret i Kina (1900) benyttede russerne sig atter af Kinas svaghed til at bemægtige sig hele Manchuriet, hvilket gav anledning til den russisk-japanske krig 1903-05, hvor efter Rusland måtte opgive sine planer i Manchuriet. Der imod kunne russerne under de stridigheder mellem mongolerne og kineserne, som fulgte efter revolutionen i Kina (1912) vinde indflydelse i det ydre Mongoliet, som fra 1923 dannede en egen republik mere eller mindre i forbund med Moskva.